# Guerra civil de Burke
La guerra civil de Burke/de Burgh fue un conflicto en Irlanda, que tuvo lugar en el período 1333-1338 entre tres miembros principales de la familia anglo-normanda de Burgh (Burke/Bourke).

## Contexto
William Donn de Burgh, conde de Úlster, y conocido como el "conde marrón" fue asesinado por caballeros de su séquito en junio de 1333, después de dejar morir de hambre a su pariente y rival, Walter Liath de Burgh, el año anterior. Su única hija, Elizabeth (1332–1363), le sucedió como condesa de Úlster y heredera legal de las propiedades de la familia. Pero al ser niña y mujer, fue llevada por su madre a Inglaterra para su seguridad.
Entretanto, tres miembros de la familia de Burghse enfrentaron para proteger sus propiedades y controlar el gran patrimonio de los Burgh en Irlanda. Eran:
- Sir Edmond de Burgh de Castleconnell, único tío superviviente del conde Marrón y miembro sénior de la familia de Burgh.
- Sir Edmond Albanach de Burgh del norte de Connacht, primo del conde Marrón y de Sir Edmond de Castleconnell, y hermano del fallecido Walter Liath de Burgh.
- Sir Uilleag de Burgh del sur de Connacht, jefe de una rama ilegítima de los de Burghs.

## Pérdida y divisiones
El resultado final de la guerra fue la pérdida de casi todas las posesiones de los de Burgh en el Úlster, que fueron reconquistadas en menos de un años por los gaélicos.
Los restantes de Burghs de Irlanda se dividieron en tres clanes distintos, con su correspondientes subdivisiones. Fueron:
- Clan William Bourke de Condado Limerick
- Mac William Iochtar de Condado mayo
- Mac William Uachtar/Clanricarde Burke de Condado Galway

## Clan William, Mac William, Clanricarde
```
  Walter de
  Burgh |
  |____________________________________________
  |                                           |
  |                                           |
 
William de Burgh
, murió 1205.    Hubert de Burgh, conde de Kent, d. 1243. 
  |                                        (descendencia; John y Hubert)
  |_________________________________________________________________________________________________________
  |                                                         |                                             |
  |                                                         |                                             |    
 
Richard Mór de Burgh
, Barón de Connaught  Hubert de Burgh, Obispo de Limerick, d. 1250.     
Richard
 Óge de Burgh 
  |                                                                                              (Burke de 
Clanricarde
)
  |_________________________________________________________________
  |                                                               |
  |                                                               |
  
Walter de Burgh
, conde de Úlster                   William Óg de Burgh
  |                                                               |
  |                                                               |
  
Richard Óg de Burgh
, II conde de Úlster             Edmond Albanach de Burgh
  |                                                      (Mac William Íochtar)          
  |___________________________________________________________________
  |                                                                 |
  |                                                                 |
  
John de Burgh
                                          
Edmond de Burgh
, 1298-1338.
  |                                                      (Clan William Bourke de 
Munster
)    
  |                                                                
  
William Donn de Burgh
, III conde de Úlster                       
  |                                                                 
  |                                                            
  
Elizabeth de Burgh, IV Condesa de Úlster
                       
  |                                                          
  |                                                       
  Philippa, V Condesa de Úlster                      
  |                                          
  |
  
Roger de Mortimer, IV Conde de March
```